# Shock Me
Pistes de Love Gun
Got Love for Sale
(3) Tomorrow and Tonight
(5)
Shock Me est une chanson du groupe Kiss extrait de l'album Love Gun. La chanson a été écrite et chantée par le guitariste soliste Ace Frehley, la première chanson interprétée par Frehley dans le groupe. La chanson a été classée à la 50e place des 100 meilleurs solos de guitare (100 Greatest Guitar Solos).
Le titre a été inspiré par un incident lors de la tournée Rock & Roll Over Tour où Frehley a subi un choc électrique. Durant l'ouverture, Frehley toucha une rampe en métal d'une cage d'escaliers qui n'était pas reliée à la terre et il fut projeté au sol, le concert a dû être retardé d'une demi-heure. Le concert s'est quand même terminé mais Frehley affirma avoir perdu toute sensation de sa main durant le reste de cette représentation le 12 décembre 1976 au Lakeland Civic Center à Lakeland en Floride.
Le 2 avril 1978, Shock Me est publié sur la Face-B du single Strutter '78. Le titre apparait aussi sur l'album live Alive II, la chanson a été enregistrée en août 1977 dans la salle The Forum à Los Angeles. Shock Me a été repris par le groupe Red House Painters.

## Composition du groupe
- Ace Frehley - chants, guitare solo
- Paul Stanley - guitare rythmique, chœurs
- Gene Simmons - basse, chœurs
- Peter Criss - batterie